# Touring Superleggera Disco Volante 2012
La Touring Superleggera Disco Volante 2012 è una concept car sportiva artigianale realizzata dal carrozziere italiano Touring nel 2012. Ha anticipato l'Alfa Romeo 8C Competizione Touring Disco Volante messa in produzione l'anno successivo.

## Contesto
Presentata al salone dell'automobile di Ginevra nel marzo del 2012, questa concept a marchio Touring riprende le linee dell'Alfa Romeo Disco Volante, ovvero la 1900 C52 del 1952, celebrandone il sessantesimo anniversario. La nuova Disco Volante 2012 è una coupé a due posti secchi, costruita artigianalmente (sono stati necessari dai sei agli otto mesi per la realizzazione del modello) dalla Touring sulla base dell'Alfa Romeo 8C Competizione, la cui ossatura è stata smantellata per installarci sopra la nuova carrozzeria della Disco Volante 2012.
La Disco Volante 2012 non è rimasta allo stadio di concept car: nel maggio del 2013 è stato infatti presentato l'omonimo modello derivato, prodotto in una piccola serie limitata e stavolta coi crismi del marchio Alfa Romeo, come la storica antenata. Il prototipo (modello pilota) della versione adattata alla produzione in piccola serie si è aggiudicato il prestigioso premio "Villa D'Este Design Concept Award" al Concorso d'eleganza Villa d'Este nel 2013.

## Stile

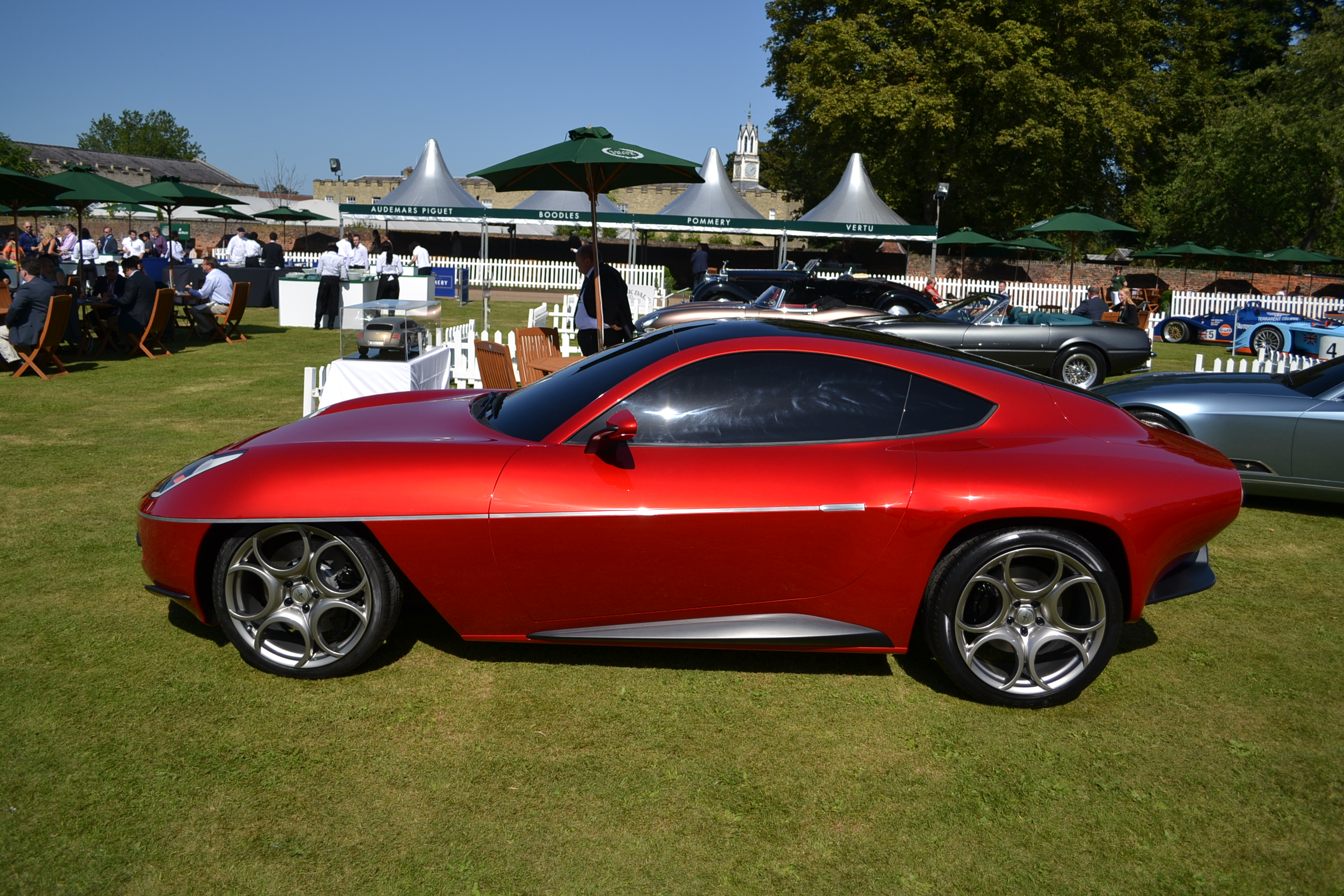
Vista laterale della Disco Volante 2012

Disegnata da Louis de Fabribeckers, la Disco Volante 2012 reinterpreta e aggiorna alcuni stilemi classici della C52, come le ruote anteriori parzialmente coperte, il taglio orizzontale che cinge la vettura (sottolineato dall'inserimento di una sottile striscia d'alluminio), il profilo allungato al retrotreno e le luci posteriori rotonde.
Come la progenitrice, anche in questo caso è stata importante la ricerca aerodinamica, con la carrozzeria che propone una caratteristica forma a goccia, larga all'anteriore per poi rastremarsi e slanciarsi al posteriore; la stessa carrozzeria, completamente nuova ad eccezione del solo parabrezza, è stata realizzata con pannelli in alluminio battuto a mano, mentre i paraurti e altre sottostrutture sono in fibra di carbonio.

## Meccanica
Base di partenza per la realizzazione della Disco Volante 2012 è stato l'autotelaio della 8C Competizione, scelto per la sua rigidità e leggerezza. L'auto ha un'architettura a motore anteriore (lo stesso della 8C, di derivazione Maserati), cambio in posizione transaxle e trazione posteriore; lo schema genera una distribuzione di carico tra avantreno e retrotreno dall'ottimo rapporto 49%-51%.
Il motore V8 di 4,7 litri di cilindrata esprime una potenza di 330 kW (450 cavalli) e una coppia massima di 470 N·m, permettendo alla Disco Volante 2012 di raggiungere i 292 km/h di velocità massima e i 100 km/h da fermo in 4,2 secondi. Il cambio è sequenziale a sei rapporti, dotato di comandi al volante. Le sospensioni adottano uno schema a quadrilatero, con portamozzi e bracci in alluminio forgiato, e un puntone aggiuntivo al posteriore per il controllo della convergenza. Dispone inoltre di differenziale a slittamento limitato e freni autoventilanti.